# 永峰肇
永峰 肇（ながみね はじめ、1925年4月1日 - 1944年10月25日）は、大日本帝国海軍軍人。

## 来歴
1925年4月1日に宮崎県住吉村の貧しい農家に長男として生まれる。家計が貧しかったことから学費をかけずに勉強し、地元では優秀な生徒として知られていた。1942年5月に佐世保第二海兵団へ入団し、同年8月に駆逐艦「初春」へ乗り組む。同年12月1日には三重海軍航空隊へ入隊（丙飛15期）、1943年3月27日には谷田部海軍航空隊（第31期飛行練習生）を経て、同年9月20日には徳島海軍航空隊（戦闘機専修）を終えている。1944年1月29日には築城海軍航空隊を経て、同年2月11日には南方方面へ行くよう命令を受けている。
戦局の悪化によって神風特別攻撃隊の編成が発令されると、永峰は関行男大尉率いる「敷島隊」（全5機）に所属する。敷島隊は指揮官である関が23歳、残る四人のうち二人が20歳、永峰ともう一人が19歳、さらに関以外の全員が予科練出身で、予科練を卒業した者は神風特別攻撃隊に志願参加したとされているが、実際は志願では無く、永峰自身もフィリピンに送り込まれた大勢の予科練出身者の中からなぜ自身が選ばれたのか、最期まで判らずにいた。同年10月20日、敷島隊4番機としてルソン島マバラカット基地を出撃するが、この日は悪天候などで敵艦隊を発見できず、敷島隊は生還した。その後、21日から24日にかけて、出撃しては悪天候などで引き返すなど戦果を挙げられず、25日にようやく護衛空母「セント・ロー」を発見・轟沈し、敷島隊全員が戦死した。享年19。
海軍飛行兵長(4階級特進)→海軍飛行兵曹長
功五級金鵄勲章・勲七等青色桐葉章を受け、感状および短刀一振りを授かり軍神の称号を贈られた。
この戦果によって特別攻撃作戦は正式なものとされ、1945年8月15日の終戦まで続けられた。
永峰の両親は偶然見ていたニュースで息子の死を知り、酷いショックを受けている。永峰は生前、検閲の入る手紙や日記を殆ど書いていないため遺書が無かったが、マバラカット基地に生還した飛行機の中に「南溟に たとへこの身が果つるとも いくとせ後の春を想へば」と彫られているのを整備兵が偶然見つけた。これは永峰の辞世の句とされ、整備兵が紙に写し取った後に、永峰の両親へ送っている。
現在、沖縄の摩文仁に建つ福井の塔に、永峰の辞世の句が刻まれている。